# دان أهيرن
دان أهيرن (بالإنجليزية: Dan Ahearn)‏ هو منافس ألعاب قوى أمريكي، ولد في 2 أبريل 1888 في مقاطعة ليمريك في جمهورية أيرلندا، وتوفي في 20 ديسمبر 1942 في شيكاغو في الولايات المتحدة.

## وصلات خارجية
- دان أهيرن على موقع اللجنة الأولمبية الدولية (الإنجليزية)
- دان أهيرن على موقع أوليمبيديا (الإنجليزية)